# Wake Me Up Before You Go-Go
"Wake Me Up Before You Go-Go" là một bài hát của bộ đôi nhóm nhạc người Anh quốc Wham! nằm trong album phòng thu thứ hai của họ, Make It Big (1984). Nó được phát hành vào ngày 14 tháng 5 năm 1984 như là đĩa đơn đầu tiên trích từ album bởi Columbia Records và Epic Records. Bài hát được viết lời và sản xuất bởi giọng ca chính của nhóm George Michael, và được lấy cảm hứng từ câu chuyện về việc thành viên còn lại Andrew Ridgeley thường để lại một ghi chú nguệch ngoạc cho cha mẹ của mình để đánh thức anh mỗi ngày trước khi họ rời khỏi nhà. "Wake Me Up Before You Go-Go" là một bản dance-pop mang nội dung đề cập đến một mối tình chóng vánh giữa một chàng trai và một cô gái trong một đêm, và anh muốn biết trước rằng cô sẽ rời đi vào lúc nào để có thể tìm cách giữ liên lạc và cố gắng duy trì mối quan hệ, trong đó đề cập đến thuật ngữ "Jitterbug" liên quan đến một điệu nhảy nổi tiếng vào thập niên 1930 và tên của nữ ca sĩ Doris Day.
Sau khi phát hành, "Wake Me Up Before You Go-Go" nhận được những phản ứng tích cực từ các nhà phê bình âm nhạc, trong đó họ đánh giá cao giai điệu vui tuơi cũng như quá trình sản xuất nó. Ngoài ra, bài hát còn gặt hái nhiều giải thưởng và đề cử tại những lễ trao giải lớn, bao gồm một đề cử giải Grammy ở hạng mục Trình diễn song tấu hoặc nhóm nhạc giọng pop xuất sắc nhất tại lễ trao giải thường niên lần thứ 27. "Wake Me Up Before You Go-Go" cũng tiếp nhận những thành công vượt trội về mặt thương mại, đứng đầu các bảng xếp hạng ở Úc, Bỉ, Canada, Ireland, Hà Lan, Na Uy, Thụy Điển và Vương quốc Anh, và lọt vào top 10 ở hầu hết những quốc gia nó xuất hiện, bao gồm vươn đến top 5 ở nhiều thị trường lớn như Phần Lan, Đức, New Zealand và Thụy Sĩ. Tại Hoa Kỳ, nó đạt vị trí số một trên bảng xếp hạng Billboard Hot 100 trong ba tuần liên tiếp, trở thành đĩa đơn quán quân đầu tiên của Wham! tại đây.
Video ca nhạc cho "Wake Me Up Before You Go-Go" được đạo diễn bởi Andy Morahan, trong đó bao gồm những cảnh Wham! hát trên một sân khấu và trước một nhóm khán giả hầu hết là những thanh thiếu niên tại Học viện Brixton ở Nam London. Nó đã nhận được một đề cử tại giải Brit năm 1984 cho Video Anh quốc của năm. Được ghi nhận là bài hát trứ danh trong sự nghiệp của Wham!, "Wake Me Up Before You Go-Go" đã được hát lại và sử dụng làm nhạc mẫu bởi nhiều nghệ sĩ, bao gồm Greg Wise, Westlife, Leona Lewis, James Corden và dàn diễn viên của Glee, cũng như xuất hiện trong nhiều tác phẩm điện ảnh và truyền hình, như American Dad!, Charlie's Angels, The Dumping Ground, The Fall Guy, Happy Feet Two, Psych, Sausage Party, The Wedding Singer và Zoolander. Ngoài ra, bài hát còn xuất hiện trong nhiều album tuyển tập của họ, bao gồm The Final (1986) và The Best of Wham!: If You Were There... (1997).

## Danh sách bài hát
Đĩa 7" tại châu Âu và Anh quốc
1. "Wake Me Up Before You Go-Go" — 3:51
2. "Wake Me Up Before You Go-Go" (không lời) — 4:03

Đĩa 12" tại châu Âu và Anh quốc
1. "Wake Me Up Before You Go-Go" — 3:51
2. "A Ray of Sunshine" (thu âm đặc biệt cho The Tube) — 4:58
3. "Wake Me Up Before You Go-Go" (không lời) — 4:03

## Xếp hạng
| Bảng xếp hạng (1984-2016)             | Vị trí cao nhất |
| ------------------------------------- | --------------- |
| Úc (Kent Music Report)                | 1               |
| Áo (Ö3 Austria Top 40)                | 6               |
| Bỉ (Ultratop 50 Flanders)             | 1               |
| Canada (RPM)                          | 1               |
| Canada Adult Contemporary (RPM)       | 1               |
| Châu Âu (European Hot 100 Singles)    | 1               |
| Phần Lan (Suomen virallinen lista)    | 3               |
| Pháp (SNEP)                           | 17              |
| Đức (Official German Charts)          | 3               |
| Hungary (Single Top 40)               | 20              |
| Ireland (IRMA)                        | 1               |
| Hà Lan (Dutch Top 40)                 | 1               |
| Hà Lan (Single Top 100)               | 1               |
| New Zealand (Recorded Music NZ)       | 2               |
| Na Uy (VG-lista)                      | 1               |
| Nam Phi (Springbok Radio)             | 9               |
| Thụy Điển (Sverigetopplistan)         | 1               |
| Thụy Sĩ (Schweizer Hitparade)         | 2               |
| Anh Quốc (OCC)                        | 1               |
| Hoa Kỳ Billboard Hot 100              | 1               |
| Hoa Kỳ Adult Contemporary (Billboard) | 4               |
| Hoa Kỳ Dance Club Songs (Billboard)   | 27              |

| Bảng xếp hạng (1984)                                 | Vị trí |
| ---------------------------------------------------- | ------ |
| Úc (Kent Music Report)                               | 5      |
| Bỉ (Ultratop 50 Flanders)                            | 4      |
| Canada (RPM)                                         | 6      |
| Đan Mạch (IFPI)                                      | 19     |
| Đức (Official German Charts)                         | 23     |
| Hà Lan (Dutch Top 40)                                | 9      |
| Hà Lan (Single Top 100)                              | 17     |
| New Zealand (Recorded Music NZ)                      | 23     |
| Thụy Sĩ (Schweizer Hitparade)                        | 8      |
| UK Singles (Official Charts Company, Vương quốc Anh) | 11     |
| Bảng xếp hạng (1985)                                 | Vị trí |
| US Billboard Hot 100 (Hoa Kỳ)                        | 3      |

| Bảng xếp hạng (1980-89)                              | Vị trí |
| ---------------------------------------------------- | ------ |
| Hà Lan (Dutch Top 40)                                | 89     |
| UK Singles (Official Charts Company, Vương quốc Anh) | 70     |

## Chứng nhận
| Quốc gia                                  | Chứng nhận  | Số đơn vị/doanh số chứng nhận |
| ----------------------------------------- | ----------- | ----------------------------- |
| Úc (ARIA)                                 | 2× Bạch kim | 140.000‡                      |
| Canada (Music Canada)                     | Bạch kim    | 100.000^                      |
| Đan Mạch (IFPI Đan Mạch)                  | Vàng        | 45.000‡                       |
| Hà Lan (NVPI)                             | Vàng        | 75.000^                       |
| Anh Quốc (BPI)                            | Vàng        | 500.000^                      |
| Hoa Kỳ (RIAA)                             | Bạch kim    | 1.000.000^                    |
| ^ Chứng nhận dựa theo doanh số nhập hàng. |             |                               |